# Amerila nigropunctata
Amerila nigropunctata là một loài bướm đêm thuộc phân họ Arctiinae, họ Erebidae.